# Nuncia rostrata
Nuncia rostrata is een hooiwagen uit de familie Triaenonychidae.